# Ancienne Belgique – Live in Brussels 2008
Ancienne Belgique – Live in Brussels 2008 koncertni je album američkog americana/indie rock sastava Calexico, objavljen u lipnju 2009. u izdanju samog sastava, namijenjen za distribuciju na turneji i na službenoj stranici sastava. Snimljen je 13. listopada 2008. u koncertnoj dvorani Ancienne Belgique u Bruxellesu.

## Popis pjesama
| Br. | Skladba                  | Trajanje |
| --- | ------------------------ | -------- |
| 1.  | »Bisbee Blue«            |          |
| 2.  | »Roka«                   |          |
| 3.  | »Bend to the Road«       |          |
| 4.  | »El Gatillo«             |          |
| 5.  | »Two Silver Trees«       |          |
| 6.  | »Inspiracion«            |          |
| 7.  | »Minas de Cobre«         |          |
| 8.  | »Man Made Lake«          |          |
| 9.  | »Alone Again Or«         |          |
| 10. | »Fractured Air«          |          |
| 11. | »Red Blooms«             |          |
| 12. | »Victor Jara’s Hands«    |          |
| 13. | »Crystal Frontier«       |          |
| 14. | »Crumble« (bonus pjesma) |          |

## Vanjske poveznice
- Albumi Calexica